# Keane Live 06
Keane Live 06 fueron una serie de limitados álbumes en vivo producidos por ConcertLive, consistiendo en canciones grabadas durante las presentaciones en vivo en la banda inglesa dr rock, durante octubre de 2006, contenido en Under the Iron Sea Tour. Cada CD fue limitado a 1,000 copias después de cada actuación.

## Presentaciones
- 17 de octubre de 2006 - Hull
- Octubre 18 - Mánchester
- Octubre 19 - Aberdeen
- Octubre 21 - Reading
- Octubre 22 - Wolverhampton
- Octubre 23 - Plymouth
- Octubre 25 - Brighton
- Octubre 26 y 27 - Londres